# Wanasari (Wanasari)
Wanasari is een bestuurslaag in het regentschap Brebes van de provincie Midden-Java, Indonesië. Wanasari telt 4795 inwoners (volkstelling 2010).